# فرو مولیبدن

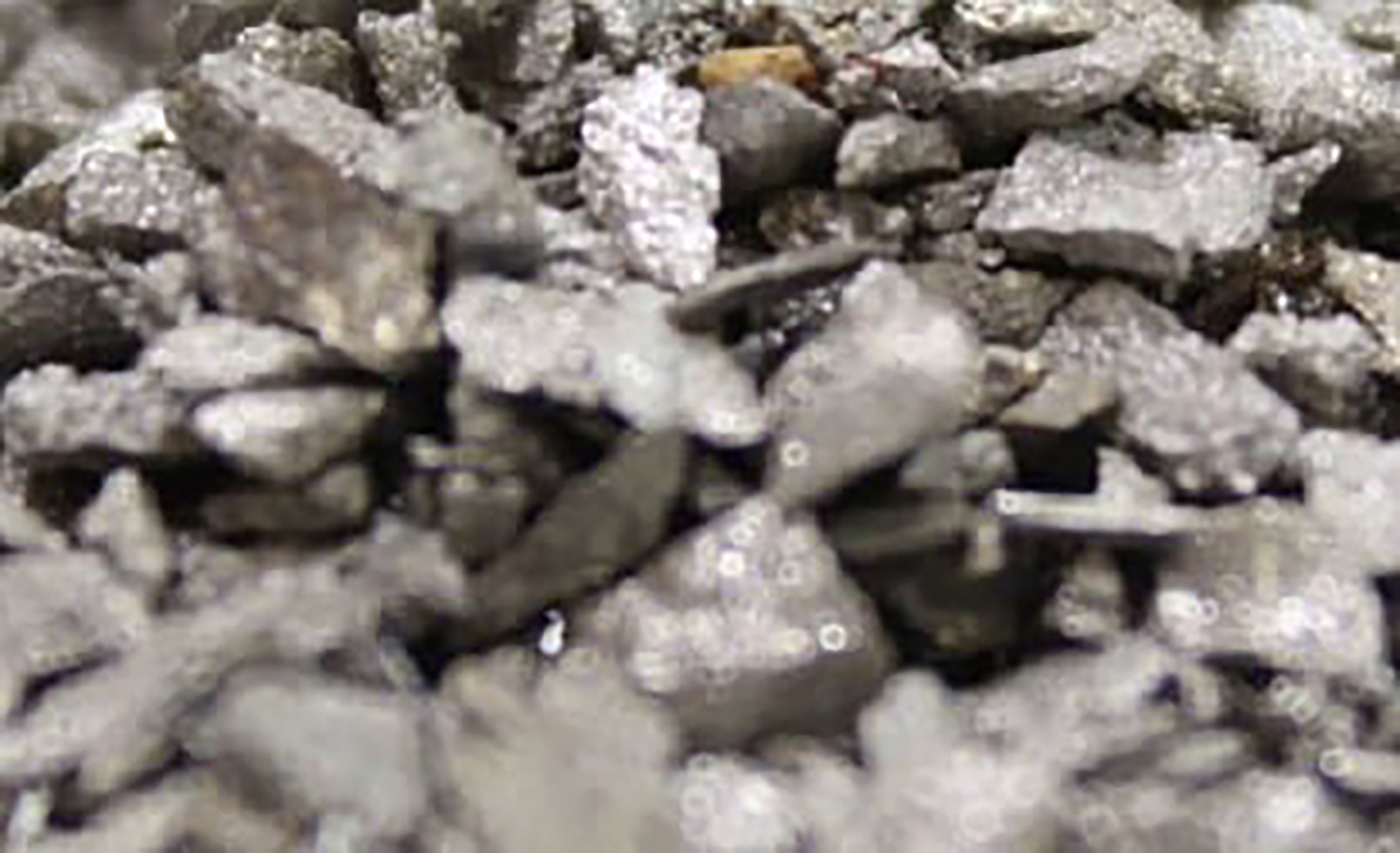

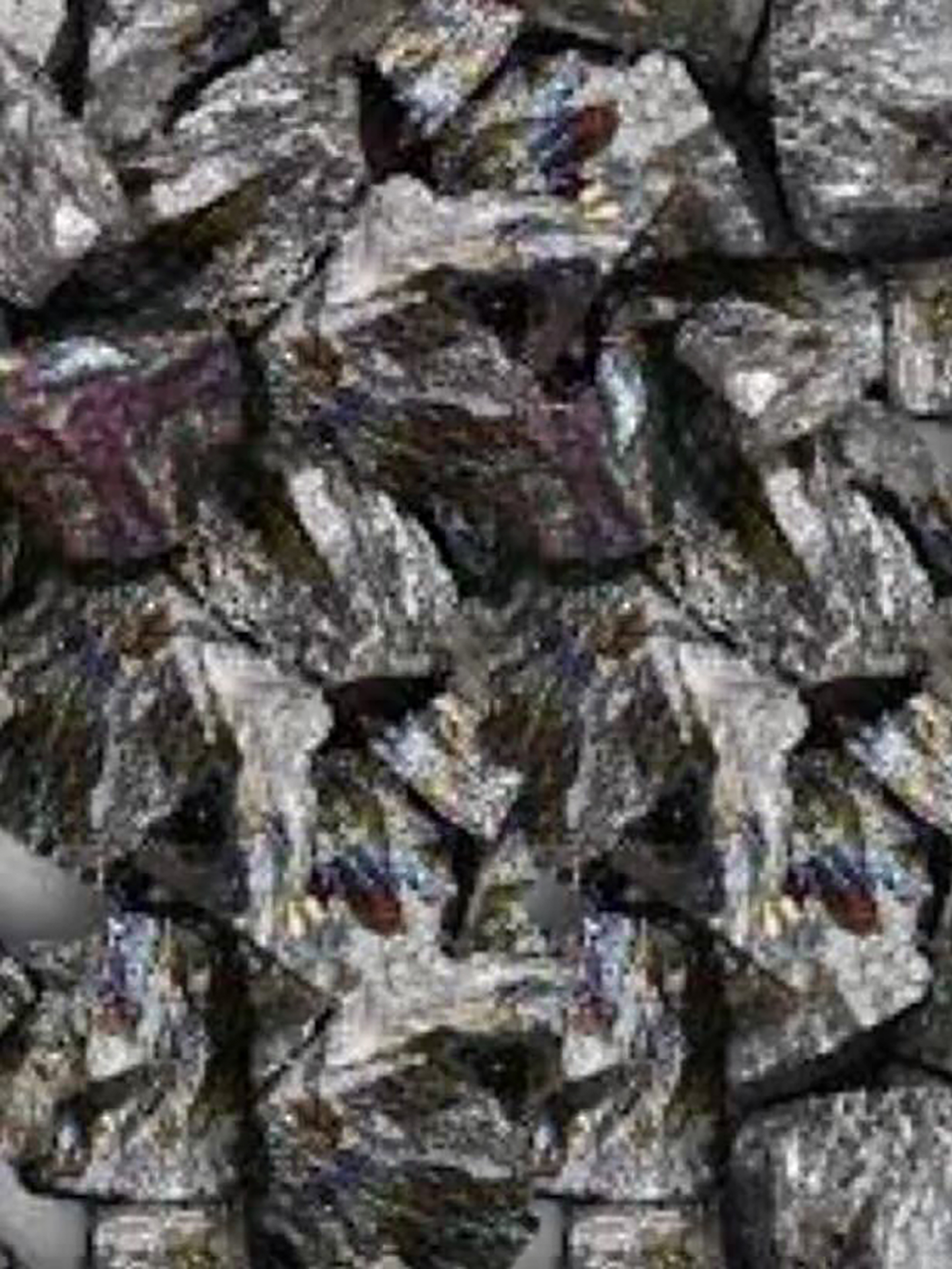

فرومولبیدن آلیاژی است از آهن و مولبیدن که کاربردهای بسیار متنوعی دارد و در تولید آلیاژ‌هایی که می‌باید در مقابل سایش و حرارت مقاومت بالایی داشته باشد استفاده می‌شود. فرو مولبیدن از جمله فلزات با نقطه ذوب بالا و دمای ذوب هزار و شش صد و هشتاد درجه سلسیوس است.
فرو پاشی اتحاد جماهیر شوروی سابق یکی از عوامل تاریخی بازار فرو مولیبدن است.

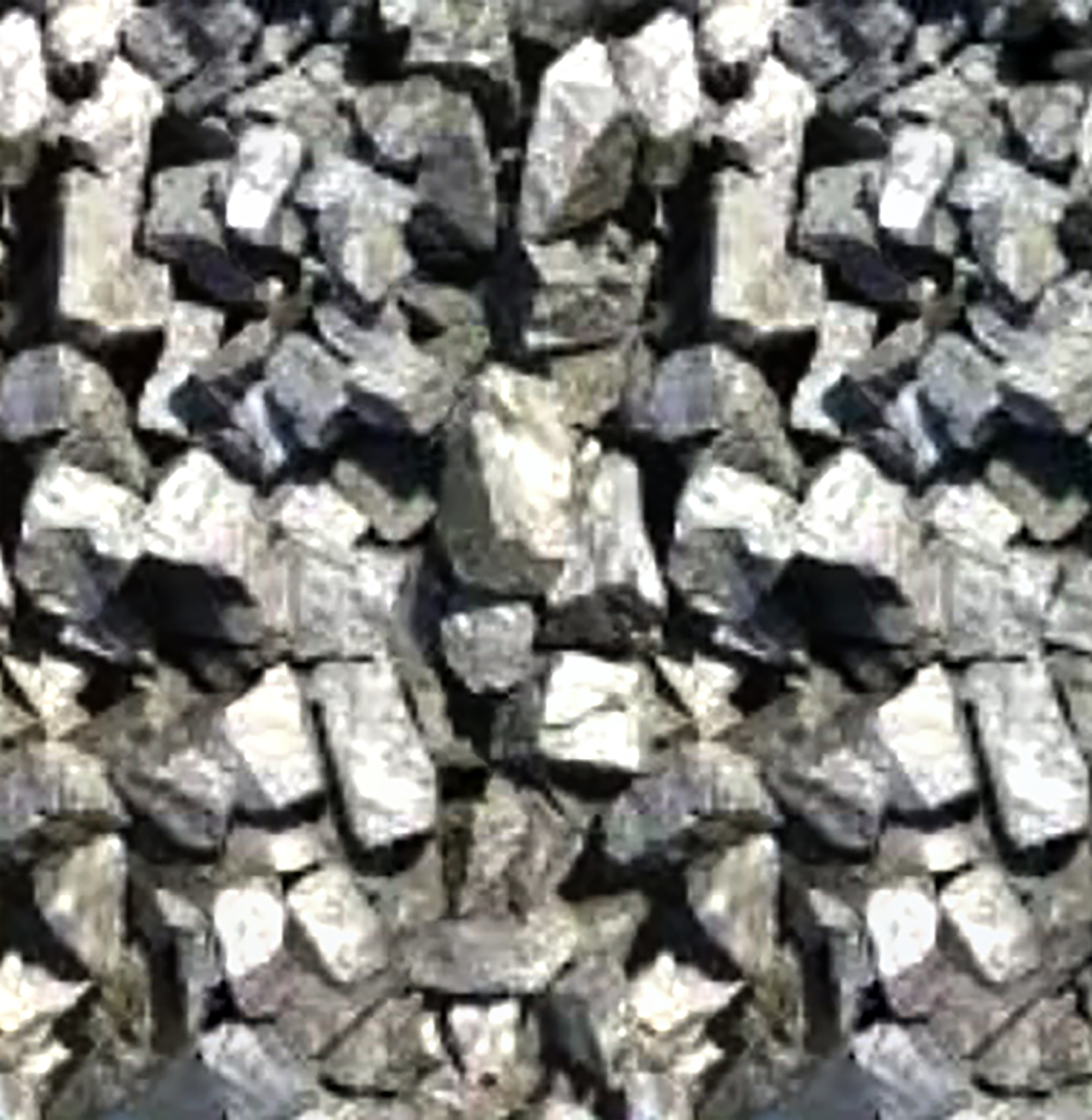
نمونه ای از فرو مولیبدن

مولیبدن در حقیقت باعث افزایش استحکام آلیاژها مقاومت و سختی آن‌ها در برابر خوردگی، سایش، جوش پذیری و خزش می‌شود.

## پیدایش
در طول تاریخ سنگ‌های معدنی عنصر مولیبدن پیدا شده و از آنها استفاده می‌شد ولی در سال هزار و هفتصد وهشاد و یک عنصر مولیبدن توسط کارل ویلهلم شیله به عنوان یک هویت جداگانه کشف و ثبت شد. پیتر جیکوب در سال هزار و هفتصد و هشاد و یک برای اولین بار توانست این فلز را جداسازی بکند.
فرو آلیاژها تاریخچه طولانی دارند و احتمالاً از زمان کشف فلزات، فرو آلیاژها تولید می‌شدند.

## کاربرد فرو مولیبدن
در بسیاری از موارد فرو مولیبدن به جای فرو وانادیوم و کروم استفاده می‌شود ولی به دلیل خواص خاص خود این فرو آلیاژ کاربردهای آن در صنعت بسیار زیاد است و فرو مولیبدن در دهه‌های گذشته بسیار رشد کرده است و تقاضای آن نسبت به قبل خیلی بیشتر شده است.
فرو مولیبدن در صنایع نظامی، ماشین‌سازی، تولید ابزارها و همچنین صنایع پزشکی کاربرد فراوانی دارد. در صنایع نظامی برای تولید آلیاژ مخصوص نارنجک‌ها و خمپاره‌ها که می‌باید ترکش‌های برنده تولید کنند و همچنین در بدنه توپ‌ها که باید حرارت بالایی را تحمل کنند استفاده می‌شود. در صنایع ماشین‌سازی کلیه قطعاتی که باید در برابر سایش مقاومت داشته باشند مانند میل بادمک، میل لنگ، پیستون‌ها و … از فرو مولیبدن استفاده می‌شود. همچنین در مته‌های دریل و ابزارهای برش و تراش، ماشین‌های سنگین، فولادهای زنگ نزن، ژنراتورها و … استفاده می‌شود. از جمله موارد استفاده دیگر فرو مولبیدن در سوپر آلیاژها و چدن است.
فرو مولیبدن همانند بسیاری از دیگر فرو الیاژها مانند فرو منگنز و فرو سیلیس و فرو سلیکو منگنز مزایای بسیار و مشابهی دارد. همچنین فرو مولیبدن که اغلب عنوان مولی نیز شناخته شده است در تولید فولادهای آلیاژی و ضدزنگ شمش چدنی و دیگر سوپر آلیاژها کاربرد دارد.

## فرایند تولید
مهم‌ترین روش تولید فرو مولیبدن معروف به روش آلمینیوترمی است در این روش بر اثر واکنش آلومینیوم و اکسید آهن حرارت بالا تولید می‌گردد و شرایط احیاء اکسید مولیبدن فراهم می‌گردد. (دمای بالای هزار و دویست درجه) در این شرایط مولیبدن با فرو سیلیس وارد واکنش می‌شود و sio2 و mo تولید می‌گردد. آهن موجود در فرو سیلیس و آهن احیا شده در واکنش آلومینیوم و اکسید آهن به همراه مولیبدن که اکنون به صورت مذاب وجود دارد فرو مولیبدن را تولید می‌کنند. برای کامل شدن این واکنش از مواد سرباره ساز و کمک ذوب استفاده می‌گردد.
اولین قدم تهیه مواد اولیه مورد نیاز می‌باشد که شامل فرو سیلیس، اکسید آهن و قراضه آهن، فولاد مذاب، کنسانتره یا اکسید مولبیدن (MoO3)، (سولفور مولیبدن که ماده اولیه برای تولید اکسید مولبیدن است mos2)، آهک و فلورسپار به عنوان فلاکس، و بسته به فرایند تولید، موادی مانند ذغال سنگ نیز به عنوان مواد احیایی اضافه می‌شوند.
پس از تهیه مواد اولیه و حمل مواد به محل تولید، در صورتی که در ابتدای فرایند تولید اکسید مولیبدن موجود نباشد، با تشویه سولفور مولیبدن به اکسید مولیبدن تبدیل می‌شود. پس از آن اکسید به دست آمده را ابتدا برای کاهش نا خالصی مس در فرایند لیچ اسیدی مورد شست و شو قرار داده و در کوره مخصوص خشک می‌کنند سپس با فرمولاسیون دقیق در میکسرهای مخصوص هموژن کرده و سپس در کوره‌های مخصوص می‌ریزند و با کمک مقداری منیزیم به عنوان جرقه زن واکنش شروع می‌گردد این واکنش پیشرونده و گرماده بوده و در انتهای واکنش سرباره سیلیسی در رو و قرص فرومولیبدن در زیر تشکیل می‌گردد. پس از سرد شدن سرباره جدا و فرو مولیبدن در سنگ‌شکن‌های مخصوص خرد و آماده مصرف می‌گردد.
در مرحله نهایی نیز نمونه برداری و کنترل کیفیت انجام می‌شود.

## تأثیر فرو مولیبدن در ابزارها و فولاد
افزایش مقاومت در برابر خورده شدن، مخصوصاً در مقابل انواع کلریدها و مواد شیمیایی حاوی گوگرد، افزایش قابلیت جوش پذیری، تشکیل کاربیدهای پیچیده در صورت ترکیب شدن با آهن آلفا و گاما مانند Fe21Mo2C6 و Mo2C.
افزایش مقاومت در مواجهه با ترکیب‌های هیدروژنی (Hydrogen Cracking).
مولیبدن با بیشتر شدن فشار در شبکه‌های کریستالی، انرژی لازم برای حل شدن در اتم‌های جدید آهن را زیاد کرده و ترکیب درصد آنها را می‌تواند تغییر دهد.

## غلظت فرو مولیبدن در انواع فولاد
میزان مولیبدن در هر نوع فولاد با توجه به کاربرد آن متفاوت است. در فولاد ابزار و پر سرعت بین ۰٫۵ تا ۹ درصد، در فولاد مهندسی دارای قابلیت عملیات حرارتی ۰٫۲۵ تا ۰٫۵ درصد، در فولاد سخت شونده ۰٫۱۱۵ تا ۰٫۵ درصد، فولاد زنگ نزن دوبلکس ۳ تا ۵ درصد، قطعات آهنی ریخته‌گری ۱ تا ۳ درصد، فولاد آستینی زنگ نزن ۲ تا ۷ درصد، فولادهای دما بالا ۰٫۳ تا ۱٫۲ درصد، فولاد لوله‌های نفتی ۰٫۳ تا ۱ درصد، فولاد مارجینگ ۴ تا ۵ درصد و فولاد سخت شونده ۰٫۱۵ تا ۰٫۵ درصد می‌باشد.

## تولیدکنندگان فرو مولیبدن
فرو مولیبدن در مقایسه با بقیه آلیاژها کمتر در تجارت‌های بی المللی قرار می‌گیرد و هر سال به صورت متوسط فقط صد هزار تن تجارت می‌شود و حدود یک چهارم از صادرات این آلیاژ توسط کره جنوبی صورت می‌گیرد به همین دلیل در سال دو هزار و هجده لقب بزرگ‌ترین صادر کننده فرو مولیبدن در جهان به این کشور داده شد ولی جالب این است که کره جنوبی ذخایر مولیبدن قابل توجهی ندارد و کره جنوبی مقدار مولیبدن مورد نیاز برای تولید فرو مولیبدن را از کشور شیلی تهبه می‌کند به عبارتی در تولید و صادرات فرو مولیبدن بقیه کشورها را توانسته شکست بدهد و جایگاه اول را از آن خود کرده است. آمریکا چون یکی از بزرگ‌ترین کشورهای صنعتی دنیا است، بیشترین میزان واردات فرو مولیبدن را دارد.
فرو مولیبدن در کشورهای مختلف دیگری همچون ایالات متحده آمریکا چین شیلی پرو و کانادا نیز تولید می‌شود. همچنین در اعلامیه‌ای از پایگاه خبری معدن نیوز ۱۰ تا از بزرگ‌ترین تولیدکنندگان مولیبدن و فرو مولیبدن در جهان در سال ۲۰۱۱ چین، آمریکا، شیلی، پرو، مکزیک، کانادا، ارمنستان، روسیه، ایران و مغولستان بودند.
و تولیدکنندگان فرو مولیبدن در ایران وضعیت مناسبی نیستند و به صورتی است که اگر وزارت سمت و نهادهایی مثل شرکت ملی مس اقدامی نکنند امکان نابود شدن کلی این صنعت وجود دارد. به نظر سید محسن محسن زاده (مدیر عامل شرکت آریا مولیبدن) تغییرات و نوسانات زیاد قیمت جهانی این فرو آلیاژ یکی از مهم‌ترین دلیل‌های زیان بخش بودن آن است زیرا این تغییر قیمت در داخل کشور هم به وجود می‌آید. در حال حاضر حدود ۲۰ کارخانهٔ تولید فرو مولیبدن و اکسید مولیبدن در ایران وجود دارد. ولی متأسفانه بسیاری از آنها رو به ورشکستگی یا تعطیلی می‌روند و در برخی از شرکت‌ها تولیدی صورت نمی‌گیرد.

## طبقه‌بندی فرو مولیبدن

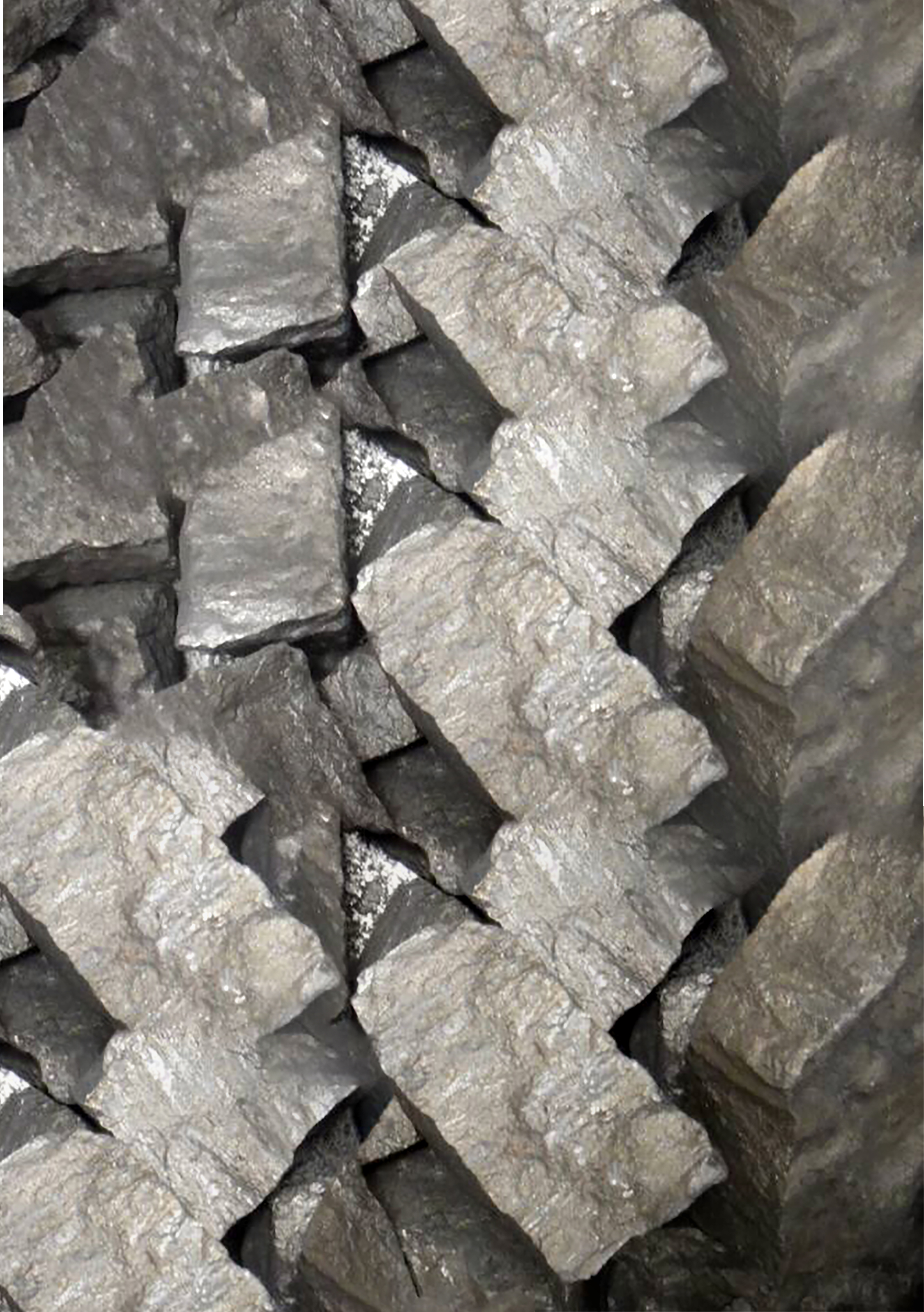
فرومولیبدن۳

آلیاژ فرو مولیبدن در سه گرید ارائه می‌شود، گرید A با ۶۵ تا ۷۵ درصد مولیبدن، گرید B با ۶۰ تا ۶۵ درصد و گرید C با ۵۵ تا ۶۰ درصد مولیبدن. از نکات مهم دیگر این فرو آلیاژ مقدار نا خالصی مس و سیلیس در آن است که هر چه میزان این نا خالصی‌ها کمتر باشد دارای کیفیت بالاتر است و در ساخت فولادهای مخصوص یا سوپر آلیاژ استفاده می‌شود.
فرو مولیبدن در رایج‌ترین نوع تولید به صورت (Fe-Mo) و اکسید مولیبدن (MoO3) تولید می‌شود. فرو مولیبدن بر اساس غلظت مولیبدن طبقه‌بندی می‌شود. رایج‌ترین گریدهای FeMo حاوی ۶۰ تا ۷۰ درصد مولیبدن بوده و عمده کاربرد در صنعت نیز از این نوع هستند.
Fe-Mo با حداقل ۶۰ درصد سیلیکون (Si) و ۱٪. مس (Cu) بوده که این ماده را بسیار گران و به یکی از متداول‌ترین آلیاژهای افزودنی تبدیل شده است.
MoO3 حداقل ۵۷ درصد مولیبدن دارد؛ اما سیلیکون نا خالصی اصلی این آلیاژ است، اما همچنین ممکن است حاوی مس، گوگرد (S) و فسفر (P) در مقادیر کم باشد. MoO3 ممکن است حاوی مقداری کربن (C) نیز باشد.
مقدار زیادی مولیبدن از ضایعات آلیاژی استخراج می‌شود و استفاده از مواد افزودنی ارتباط تنگاتنگی با میزان و محتوای مولیبدن موجود در ضایعات دارد و کنترل می‌شود.
ضایعات مولیبدن بازیافتی هم برای بازیابی عناصر آلیاژی آن و هم برای جلوگیری از آلودگی با فولادهایی که وجود آنها نا مطلوب است به میزان مطلوبی جدا می‌شود.